# Sonja Rüther
Sonja Ruther, née le 9 septembre 1975 à Hambourg, est une autrice et éditrice de livres allemande.

## Biographie
Sonja Rüther vit avec sa famille près de Hambourg. Après avoir obtenu son diplôme en graphisme et en design, Sonja Rüther part aux États-Unis pendant un an en tant que fille au pair, puis suit un apprentissage en tant que commis de commerce de gros et extérieur. Son travail d'assistante à la réalisation sur un projet de film, d'auteure de sketchs et de participante à une lecture multimédia témoigne déjà de son penchant pour la création.
Un séjour dans un spa l'inspire à écrire son premier guide, The Path to Spa Success. Le livre est d'abord publié par Gerhard Hess Verlag en mars 2010, puis dans une nouvelle édition par Briefgegest en décembre 2011. En 2012, Sonja Rüther publie le guide pédagogique Schrei nach Gegerenheit de Gundula Göbel.
En plus de son propre livre, elle écrit deux livres d'aventure basés sur la série de romans Ulldart (de) fantasy de l'écrivain fantastique Markus Heitz, qui sont publiés en solo.
En 2011, elle ouvre le « Ideenreich-Kreativhof » à Reindorf. Des ateliers et des séminaires ainsi que des cours d'écriture créative y sont organisés.
Sonja Rüther est autrice de thrillers et d'histoires d'horreur depuis 2014. Dans sa maison d'édition Briefgegefuehl, elle publie les deux anthologies Aus Dunkele Federn et Aus Dunkele Federn 2, qui rassemblent des histoires d'horreur d'auteurs tels que Kai Meyer, Markus Heitz, Lena Falkenhagen, Thomas Finn, Boris Koch, Christian von Aster et bien d'autres. Son roman Blind Sekunde est recensé.
Sonja Rüther écrit également sous le pseudonyme ouvert « Sanne Averbeck ».
Son roman Geistkrieger: Feuertaufe entre dans la meilleure liste de fantasy en juin 2018, où il atteint la première place pour la première fois en août 2018.

## Publications
- (de) Markus Heitz und Sonja Rüther, Ulldart 2. Flucht aus Rogogard, 2007 (ISBN 3-939794-35-X, 978-3-939794-35-6 et 3-937826-47-5, OCLC 263458182)
- (de) Markus Heitz und Sonja Rüther, Ulldart 3. Perdórs Untergang, 2010 (ISBN 978-3-939794-24-0 et 3-939794-24-4, OCLC 660153221)
- La voie pour guérir le succès, déluge de lettres 2011,  (ISBN 978-3-00-036891-2)
- (de) Sonja Rüther, Der Weg zum Kurerfolg [Mutter-Kind-Kur - ohne Umwege zum Kur-Erfolg], 2011 (ISBN 978-3-00-036891-2 et 3-00-036891-4, OCLC 806989036)
- Blind Seconds, Dotbooks 2014,  (ISBN 978-3-95520-717-5)
  - Édition imprimée : Structure du livre de poche 2016,  (ISBN 978-3-7466-3226-1)
- En tant que rédacteur en chef : Out of Dark Feathers (anthologie), Letter Flurry 2014,  (ISBN 978-3-9815574-6-6)
- Une piste de givre et de sang (histoire courte), Dotbooks 2015,  (ISBN 978-3-95824-425-2)
- En tant qu'éditeur : Out of Dark Feathers 2 (anthologie), Letters 2016,  (ISBN 978-3-9815574-7-3)
- Focus mortel, Dotbooks 2016 (ebook),  (ISBN 978-3-95824-528-0), Buchvertrieb Blank 2018  (ISBN 978-3-946012-83-2)
- Test de lecture, rafale de lettres 2017,  (ISBN 978-3-9815574-2-8)
- Geistkrieger: Baptism of Fire, Edition Roter Drache 2018 (Relié),  (ISBN 978-3-946425-38-0), Réimpression par Knaur TB 2021 (Broché),  (ISBN 978-3-426-52739-9)
  - Livre audio : lu par Robert Frank, Argon 2021
- Rédemption toxique, Pegasus 2019  (ISBN 978-3-95789-312-3)
- Le garde du corps, Knaur 2020  (ISBN 978-3-426-52523-4)
- Salut, juin, Knaur 2021  (ISBN 978-3-426-52522-7)
- Spirit Warriors: Dragonfly Fire, Knaur 2022  (ISBN 978-3-426-52740-5)
  - Livre audio : lu par Robert Frank, Argon 2022
- Rock this Way, Lettre Flurry 2022,  (ISBN 978-3-9815574-9-7)
- Tendon of Power, Clockwork Publishing House 2022,  (ISBN 978-3-95867-252-9)

## Publications en tant que Sanne Averbeck
- La liste des invités, Lyx 2017,  (ISBN 978-3-7363-0240-2), Knaur eBook 2020
  - Livre audio : lu par Vera Teltz, Audible 2017

## Publications en tant que Jaycee Falconer
- The Raven Girl (Arkenhall 1), Audible Originals 2020 (Ouvrage collectif avec deux autres auteurs)

## Publications en tant que Poppy Lamour
- figue, déluge de lettres 2021,  (ISBN 978-3-7546-0567-7)
  - Livre audio : lu par Olivia York, Audible 2022
- fig – Nuits parisiennes, déluge de lettres 2022,  (ISBN 978-3-7546-6065-2)
- fig - Ils arrivent, rafale de lettres 2022,  (ISBN 978-3-7546-6609-8)